# Allagelena opulenta
Allagelena opulenta és una espècie d'aranya teixidora d'embut de la família dels agelènids. Va ser descrita per primera vegada per Ludwig Carl Christian Koch el 1878.
És una espècie originària del Japó, la Xina, Corea i Taiwan. S'assembla a l'Allagena bistriata, però hi ha una sèrie de característiques que permeten distingir-les, com ara l'estructura de la patel·la i la forma de l'apòfisi tibial retrolateral.
Se n'empra el verí per a fabricar la toxina insecticida anomenada agelenina.